# 九龍巴士41A線
九龍巴士41A線是香港的一條巴士路線，提供特快來往青衣（長安邨）及尖沙咀東的服務。

## 歷史
- 1988年9月1日：投入服務，當時是來往長安及深水埗碼頭。
- 1990年5月29日：改經青衣大橋。
- 1990年8月1日：增設長安至美孚特別班次。
- 1995年11月5日：延長至尖沙咀東，並增設空調服務，取代244X（青衣碼頭至尖沙咀碼頭，1992年6月1日起因應運輸署配合舒緩彌敦道沿線地鐵擠迫而投入服務，途經青荃橋及西九龍走廊）。同日起，特別班次被編為41S線。
- 2001年6月1日：41S取消服務。
- 2012年3月25日：改為全空調服務[3]，是最後一條改為全空調服務的青衣北巴士路線。
- 2014年4月6日：調整班次、長安開出首班車提早5分鐘開出，尖沙咀尾班車則延長10分鐘開出。
- 2014年8月25日：本線更改行車路線，來回程改經青葵公路及連翔道，不經葵青交匯處、美孚、荔枝角、長沙灣及深水埗，並提高全程收費至$8.9[4][5]。
- 2015年3月21日：增設到站時間預報。[6]

## 服務時間及班次
| 青衣（長安邨）開 | 青衣（長安邨）開 | 青衣（長安邨）開 | 尖沙咀東開       | 尖沙咀東開  | 尖沙咀東開   |
| 日期             | 服務時間         | 班次（分鐘）     | 日期             | 服務時間    | 班次（分鐘） |
| ---------------- | ---------------- | ---------------- | ---------------- | ----------- | ------------ |
| 星期一至五       | 05:40-07:00      | 20               | 星期一至五       | 07:35-08:25 | 25           |
| 星期一至五       | 07:00-07:36      | 12               | 星期一至五       | 08:25-17:05 | 20           |
| 星期一至五       | 07:36-08:06      | 10               | 星期一至五       | 17:05-18:50 | 15           |
| 星期一至五       | 08:06-08:30      | 12               | 星期一至五       | 18:50-20:10 | 20           |
| 星期一至五       | 08:30-09:15      | 15               | 星期一至五       | 20:10-23:40 | 15           |
| 星期一至五       | 09:15-20:55      | 20               | 星期一至五       | 23:40-00:20 | 20           |
| 星期一至五       | 20:55-23:00      | 25               |                  |             |              |
| 星期六           | 05:40-08:00      | 20               | 星期六           | 07:35-11:45 | 25           |
| 星期六           | 08:00-15:30      | 15               | 星期六           | 11:45-16:05 | 20           |
| 星期六           | 15:30-20:30      | 20               | 星期六           | 16:05-19:05 | 15           |
| 星期六           | 20:30-23:00      | 25               | 星期六           | 19:05-20:25 | 20           |
|                  |                  |                  | 星期六           | 20:25-23:40 | 15           |
| 23:40-00:20      | 20               |                  | 星期六           |             |              |
| 星期日及公眾假期 | 05:40-10:00      | 20               | 星期日及公眾假期 | 06:55-11:55 | 25           |
| 星期日及公眾假期 | 10:00-14:00      | 15               | 星期日及公眾假期 | 11:55-16:15 | 20           |
| 星期日及公眾假期 | 14:00-21:20      | 20               | 星期日及公眾假期 | 16:15-23:00 | 15           |
| 星期日及公眾假期 | 21:20-23:00      | 25               | 星期日及公眾假期 | 23:00-00:20 | 20           |

## 收費
全程：$10.2
- 鴉蘭街往尖沙咀東：$5.8
- 過青衣大橋後往青衣（長安邨）：$5.1

| - 本線設有12歲以下小童及65歲或以上長者半價優惠。 - 65歲或以上香港居民使用「樂悠咭」，以及12歲以下合資格殘疾兒童使用「殘疾人士身份」個人八達通繳付車資，均可享有每程$2.0或半價（以較低者為準）的票價優惠；12至64歲合資格殘疾人士使用「殘疾人士身份」個人八達通（包括「樂悠咭」），以及60至64歲香港居民使用「樂悠咭」繳付車資，均可享有每程$2.0或全費（以較低者為準）的票價優惠。 - 65歲或以上長者如使用長者或一般個人八達通繳付車資，則只可享有半價優惠；12至64歲合資格殘疾人士如不使用「殘疾人士身份」個人八達通，以及60至64歲人士如不使用「樂悠咭」繳付車資，必須繳付全費。 - 乘客可以現金或八達通於上車時付款，不設找續。 - 每位成人乘客可免費攜帶最多兩名4歲以下而不佔座位的兒童乘客乘車，超額之4歲以下小童必須繳付小童車費乘車。 - 持有「九巴月票」之乘客在車票有效期內，每日可享最多10程任何九龍巴士及龍運巴士路線（包括本路線，以及聯營路線的九龍巴士／龍運巴士提供的班次；惟乘搭機場「A」及「NA」線則可享原價二七折優惠（不會計算每天10次合資格車程））；而B1線則每日可享最多各2程（不會計算每天10次合資格車程）。 - 九龍巴士、城巴、龍運巴士及陽光巴士全職員工及家屬（不包括外判職員）可免費乘搭本路線，惟必須拍職員或職員家屬八達通。 - 乘客亦可透過多元化電子支付系統（e度嘟）繳付車資，包括使用非接觸式VISA卡、JCB卡、萬事達卡、銀聯卡、美國運通、大來國際、Discover Card、Apple Pay、Google Pay、Samsung Pay、AlipayHK「易乘碼」、支付寶、WeChatHK／微信支付「搭車碼」、銀聯雲閃付「乘車碼」及BOC Pay「乘車碼」。乘客使用此付款方式，使用此支付方式的乘客可享有中途下車之分段收費，以及與其他九巴／龍運獨營路線或聯營線九巴／龍運班次之轉乘優惠，惟不適用於與非九巴／龍運路線之轉乘優惠，亦不能享有「公共交通費用補貼計劃」及「長者及合資格殘疾人士公共交通票價優惠計劃」。 |

## 使用車輛
由於本線途經專營巴士低排放區，故必須使用達到歐盟四型（2019年12月31日提升至歐盟五型）或以上排放標準的車輛行走。
本線曾一度是青衣島僅剩三條仍有非空調巴士行走的路線之一（另兩條為42及43M）。自從43C線於2012年2月6日改為全空調服務後，本線曾一度成為以青衣島往來油尖旺區的巴士路線中，唯一一條仍提供非空調巴士服務。可是此紀錄已在2012年3月25日因本線轉為全線空調服務後結束。
本線使用7輛富豪B9TL 12米（AVBWU）及3輛亞歷山大丹尼士Enviro 500 MMC 12.8米（3ATENU），均屬青衣車廠。
| 車隊編號 | 車牌   |
| -------- | ------ |
| AVBWU625 | UY9498 |
| AVBWU627 | UY9778 |
| AVBWU631 | UZ4690 |
| AVBWU633 | UZ4890 |
| AVBWU635 | UZ4992 |
| AVBWU649 | VA3033 |
| AVBWU656 | VA4052 |
| 3ATENU81 | UE5023 |
| 3ATENU90 | UE8961 |
| 3ATENU97 | UF2654 |

## 行車路線
青衣（長安邨）開經：担杆山路、担杆山交匯處、楓樹窩路、青葉街、青綠街、青敬路、楓樹窩路、青衣碼頭巴士總站、楓樹窩路、青衣鄉事會路、青衣大橋、葵青路、青葵公路、連翔道、東京街西、通州街、西九龍走廊、太子道西、荔枝角道、彌敦道、梳士巴利道、漆咸道南、暢運道、康泰徑、康榮徑及康達徑。
尖沙咀東開經：科學館道、暢運道、漆咸道南、梳士巴利道、彌敦道、亞皆老街、櫻桃街、深旺道、海輝道、連翔道、青葵公路、葵青路、青衣大橋、青衣鄉事會路、青敬路、青綠街、青葉街、楓樹窩路、担杆山交匯處及青敬路。

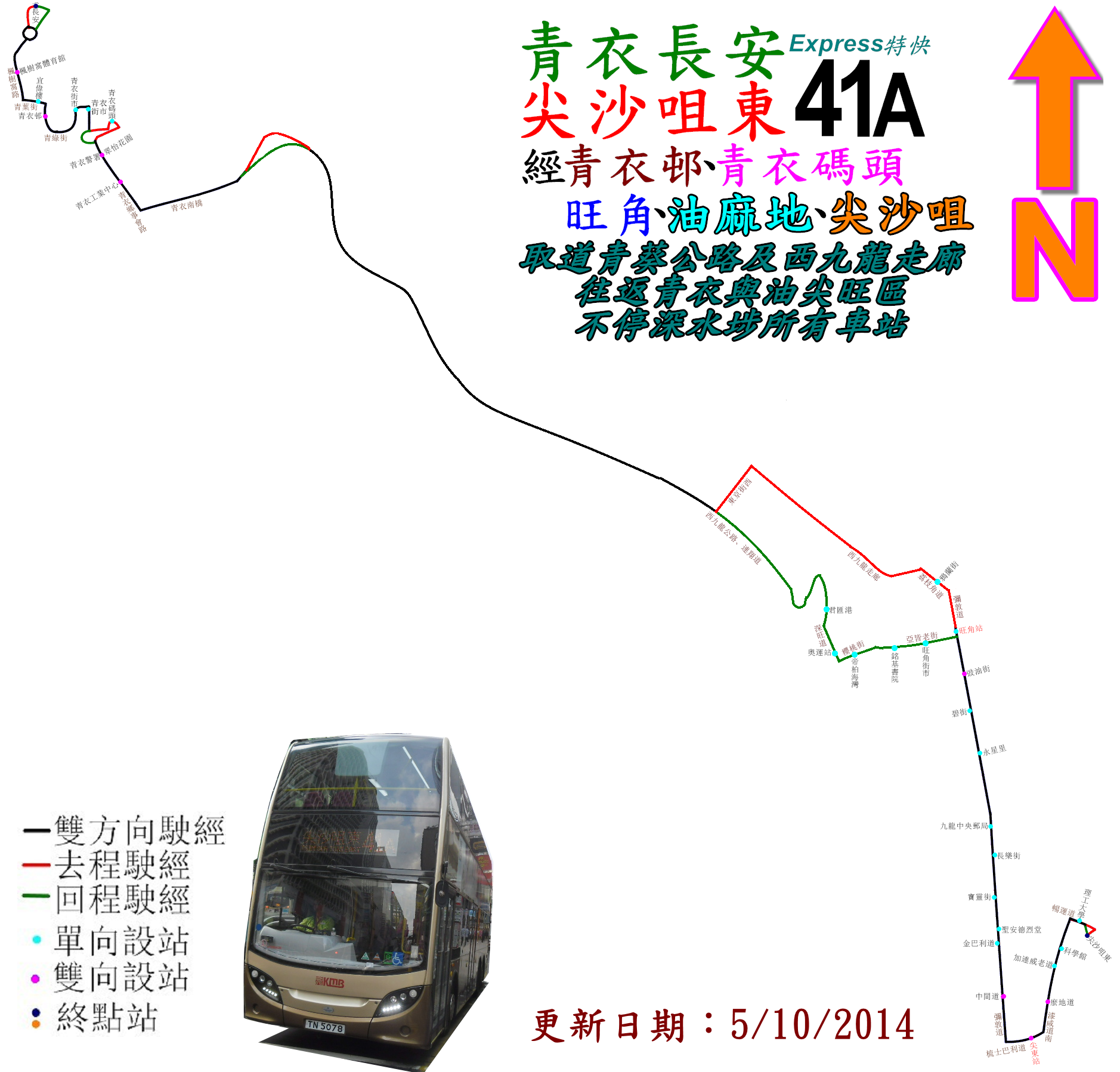
本線的走線圖

具體停站請參考資訊框

## 客量
本線服務青衣島北部及中部居民（長發邨、長安邨、青衣邨、翠怡花園、綠悠雅苑等）來往九龍市區，更是全青衣島唯一全日直達尖沙咀的路線。自從改為特快線後直達油尖旺區，吸引新的客源乘搭。在地鐵（今港鐵）東涌綫通車前，本線為青衣北部及中部唯一可到達旺角道以南一段的彌敦道之路線，客量不俗；但在東涌綫通車後，由於本線班次不及港鐵頻密，而且大部份服務範圍皆接近港鐵站，甚至連青衣邨居民皆可沿青衣公園往青衣站乘搭港鐵，因此客量有所下降，非繁忙時間客量只屬一般。唯一優勢是部份路段車費較港鐵便宜及無須轉乘，再者翠怡花園及青衣碼頭一帶仍然遠離港鐵站，仍有一定客量支持。雖然本線能夠由青衣直達尖沙咀惟本線於青衣的服務範圍狹窄，主要服務對象為長安、青衣邨以及鄰近青衣站屋苑的居民，山上屋邨如長亨、長宏及長青居民卻無法受惠，甚少市民會特地乘車接駁一程轉乘本線。因此本線客源主要集中於青衣市中心。
但自從本線於2014年改為特快線，棄經深水埗區後，車程縮短此線變得便利青衣居民，原本部分流失至港鐵的客源（尤其於長安邨一帶的居民）回流至本線，加上定點班次和預計到站時間系統推出，令乘客容易掌握班次，變相減少候車時間，導致本線經常出現頂閘、甚至難以登車的情況。然而，本線收費較為高昂（本線收費$9.4）及班次較疏令部分居民轉搭也是青衣能前往旺角的巴士路線。

## 外部連結
九巴
- 九龍巴士41A線 （页面存档备份，存于）

其他
- ushb.net-九巴41A線 （页面存档备份，存于）
- i-busnet.com-九巴41A線 （页面存档备份，存于）